# Gerstner Imperial Hospitality Group
Die Gerstner Hospitality Group ist eines der traditionsreichsten Unternehmen der Gourmet- und Hotelbranche in Wien. Gegründet wurde das Unternehmen 1847 als Zuckerbäckerei von Anton und Barbara Gerstner.
Das Dienstleistungsunternehmen vertreibt seit 165 Jahren handgefertigte Mehlspeisenspezialitäten mit einer Affinität für Schokolade. Mit der kulinarischen Betreuung der Weltausstellung 1873 in Wien wurde Gerstner mit dem ersten Catering Österreichs beauftragt. Die Tradition von Gerstner ist aber auch eng verbunden mit der österreichischen monarchischen Geschichte. So wurde Anton Gerstner aufgrund seiner Dienste im Rahmen der Weltausstellung 1873 der Titel „k.u.k. Hofzuckerbäcker“ verliehen.
Mit dem Kauf der Austria Hotels International Gruppe im Frühjahr 2013 kam das Hotelfachgewerbe zur Unternehmenstätigkeit hinzu. Heute zählt das Unternehmen mit über 750 Mitarbeitern und einem Umsatzvolumen in der Höhe von 51 Millionen Euro (für 2012 summiert) zu den erfolgreichsten Traditionsbetrieben Österreichs. Die Gerstner Imperial Hospitality Group befindet sich im Eigentum des Geschäftsführenden Gesellschafters Oliver W. Braun und einer Investorengruppe.
2021 wurde Gerstner von der GMS Gourmet GmbH übernommen und 2022 auch Firmenrechtlich zusammengeführt. Die Hotels waren von der Übernahme nicht betroffen und werden unter anderen Namen weitergeführt.

## Geschichte
Das Unternehmen wurde ursprünglich am 24. April 1847 als Zuckerbäckerei in Wien von Anton und Barbara Gerstner gegründet. Bei der Pariser Weltausstellung im Jahr 1867 wurde die Zuckerbäckerei mit einer Gold- und Bronzemedaille ausgezeichnet. Zwei Jahre später übernahm Gerstner im k.u.k. Hofoperntheater, der heutigen Wiener Staatsoper, die Gastronomie, was bis heute so geblieben ist. Im Rahmen der Weltausstellung im Jahr 1873 in Wien wurde Gerstner als erstes Catering-Unternehmen Österreichs tätig. Bei derselben Weltausstellung erhielt das Unternehmen zudem eine Goldmedaille für seine Ausstellungsstücke. In Würdigung der Leistungen für die Weltausstellung wurde das Unternehmen daraufhin zum k.u.k. Hofzuckerbäcker ernannt.
In den darauf folgenden Jahren zeichnete Gerstner bei zahlreichen geschichtsträchtigen Ereignissen für die gastronomische Verpflegung verantwortlich. So richtete Gerstner etwa am 21. Oktober 1911 das Hochzeitsessen für Prinzessin Zita von Bourbon-Parma und Erzherzog Karl aus und betreute das Buffet anlässlich der Unterzeichnung des Österreichischen Staatsvertrages am 15. Mai 1955 sowie das anschließende Galadinner im Schloss Schönbrunn.
Im Jahr 1988 erhielt das Unternehmen die Staatliche Auszeichnung, die zum Führen des österreichischen Bundeswappens berechtigt. Im Jahr 1989 ist Gerstner zudem mit der kulinarischen Betreuung im Kunsthistorischen Museum betraut worden, wo 1994 das „Gerstner Kunst und Genuss Abend-Buffets“ und 2003 der „Gerstner Kunstbrunch“ eingeführt wurde, welche seit 2011 in der Gerstner Beletage im Palais Todesco stattfinden. Einen Wechsel in der Eigentümerstruktur erfuhr das Unternehmen im Jahr 1995, als eine private Investorengruppe die Mehrheit der Gesellschaftsanteile an Gerstner erwarb. Im selben Jahr wurde die Produktionsstätte in die Simmeringer Hauptstraße verlegt. 2003 übernahm das Unternehmen zudem die gastronomische Betreuung des Wiener Musikvereins, 2004 jene für Fach- und Publikumsmessen, Bankette, Kongresse und sonstige Events im neuen Messe- und Kongresszentrum Wien und schließlich 2012 wurde Gerstner Cateringpartner des Kongress- und Veranstaltungszentrums in der Wiener Hofburg. Der Einstieg ins Hotelleriegewerbe erfolgte im Jahr 2013 mit dem Erwerb der Austria Hotels International Gruppe, durch den die Gerstner Imperial Hospitality Group nun zehn Hotelleriebetriebe unterhält.
Im Jahr 2021 wurde das Unternehmen, welches unter dem Namen Gerstner Catering GmbH firmiert, von der GMS Gourmet GmbH übernommen, einer Tochtergesellschaft der  Vivatis Holding AG. Im darauf folgenden Jahr, 2022, erfolgte die rechtliche Fusion sowohl der GMS Gourmet GmbH als auch der Gerstner Catering GmbH.

## Unternehmen
Es gibt drei unterschiedliche Dienstleistungssparten:
Gerstner K&K Hofzuckerbäcker
Gemäß der österreichischen Mehlspeistradition bietet die Konditorei in der Wiener Innenstadt traditionelle bis moderne Kreationen der Konditorkunst. Im Repertoire der A. Gerstner K&K Hofzuckerbäckerei finden sich eine ganze Reihe verschiedenster Süßspeisen von  Konfekt- und Trüffelkreationen über Tortenkreationen, Strudel und Törtchen, K&K Spezialitäten wie Sisi-Veilchen, Sisi- und Franz-Trüffel, aber auch handgeschöpfte Schokolade und Makronen. Sämtliche Erzeugnisse werden händisch in der hauseigenen Manufaktur hergestellt.
Gerstner Culinary
Die Imperial Culinary umfasst sämtliche Tätigkeiten der Gerstner Imperial Hospitality Group im Bereich Gastronomie & Catering. Mit der kulinarischen Betreuung der Weltausstellung im Wiener Prater begründete Gerstner 1873 die Cateringkultur in Österreich und ist seitdem für eine Vielzahl von Veranstaltungen und Locations als Caterer tätig. Gerstner unterhält unter anderem  eine langjährige Partnerschaft mit der Wiener Staatsoper sowie mit dem Wiener Musikverein und betreibt eigene Gastronomiebetriebe und Eventlocations wie den Passauerhof und die Gerstner Beletage im Palais Todesco.

## Auszeichnungen
- 1867 Pariser Weltausstellung – eine Gold- und eine Bronzemedaille
- 1870 Ernennung von Anton Gerstner zum Ehrenmitglied der Wiener Zuckerbäckerinnung
- 1873 Wiener Weltausstellung – eine Goldmedaille
- 1988 Staatliche Auszeichnung
- 2010 Österreichisches Umweltzeichen